# 丹尼爾斯山 (賴塞克山脈)
46°53′18″N 13°16′58″E / 46.88833°N 13.28278°E

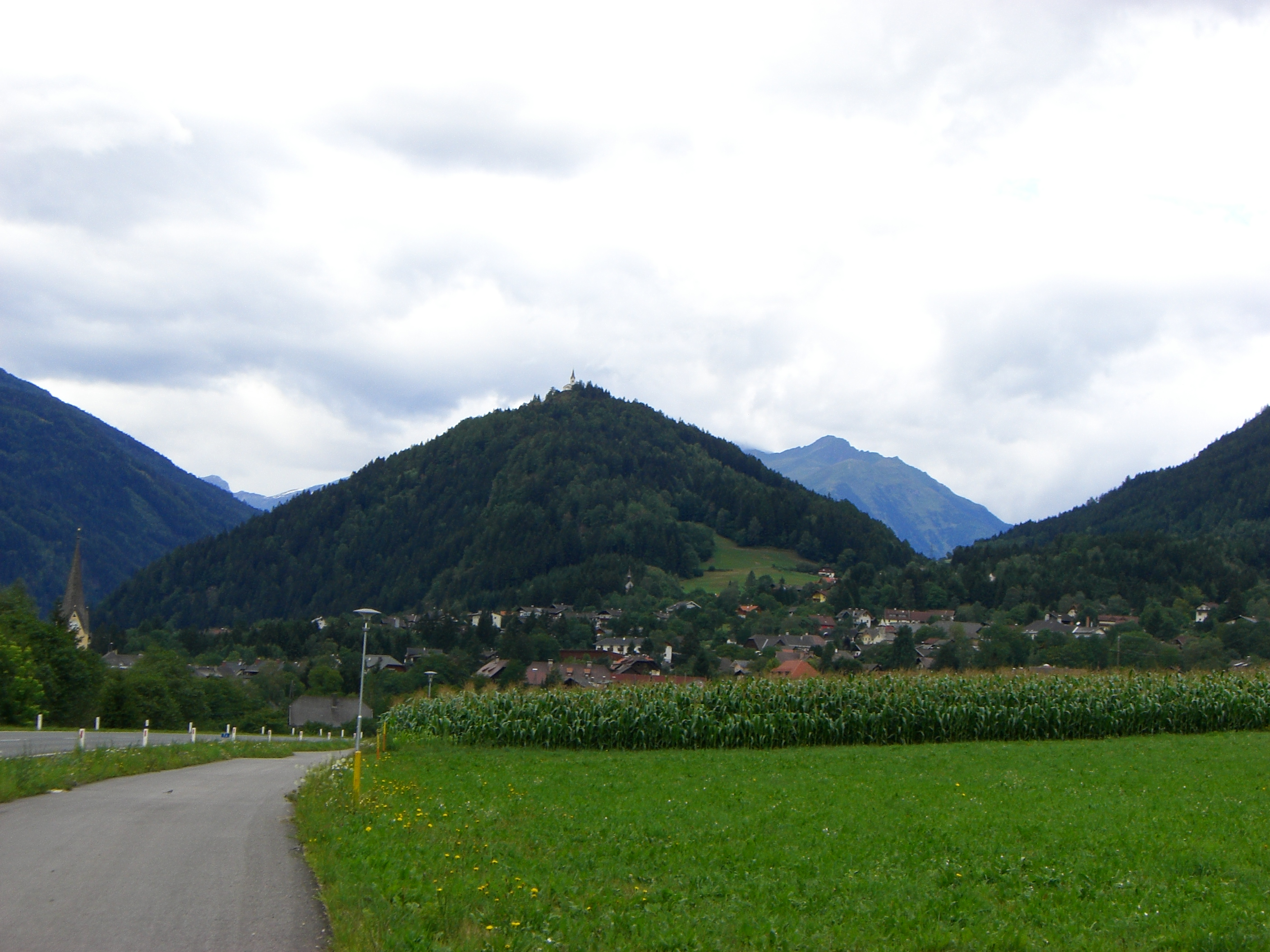

丹尼爾斯山（德語：Danielsberg），是奧地利的山峰，位於該國南部，由克恩頓州負責管轄，屬於賴塞克山脈的一部分，海拔高度966米，自石器時代以來已經有人居住。